# 维勒峰 (伯尔尼山)
維勒峰（德語：Wilerhorn）是瑞士瓦萊州的山峰，位於該國南部，屬於伯尔尼山的一部分，處於比奇峰以西，海拔高度3,307米。